# Fort Bend County
Fort Bend  är ett county nära kusten i området Greater Houston i Texas. Den administrativa huvudorten (county seat) är Richmond. År 2005 bodde här 463 650 personer vilket var en ökning med 30 procent sedan år 2000. Befolkningen beräknas tredubblas fram till 2040.

## Geografi
Enligt United States Census Bureau har countyt en total area på 2 295 km². 2 265 km² av den arean är land och 30 km² är vatten. 

### Angränsande countyn
- Waller County - norr
- Harris County - nordost
- Austin County - nordväst
- Brazoria County - sydost
- Wharton County - sydväst

### Städer
I countyt finns tolv städer eller delar av städer.
| - Arcola - Fulshear - Houston (delvis i Fort Bend) - Katy (delvis i Fort Bend) - Meadows Place - Missouri City (delvis i Harris County) | - Needville - Pearland (delvis i Fort Bend) - Richmond - Rosenberg - Stafford (delvis i Harris County) - Sugar Land |